# Ingalagi, Mudhol
Ingalagi là một làng thuộc tehsil Mudhol, huyện Bagalkot, bang Karnataka, Ấn Độ.